# Geely Boyue
Geely Boyue (спрощ.: 吉利博越; піньїнь: Jílì Bóyuè) — компактний кросовер виробництва китайського автовиробника Geely. 
Модель першого покоління, яка продавалася за кордоном як Geely Atlas, була випущена в 2016 році та перейменована на марку Proton X70 для Малайзії. Перше покоління Boyue отримало більш престижний варіант і було названо Boyue Pro у 2019 році для внутрішнього ринку і Geely Azkarra та Geely Atlas Pro за кордоном. Пізніше у Boyue Pro з'явився варіант пікапа під назвою Farizon FX у 2020 році. Додаткове оновлення спортивного вигляду замінило Boyue Pro у 2021 році та отримало назву Boyue X. У 2022 році Boyue отримав підтяжку обличчя та продавався разом із Boyue X. Boyue другого покоління буде запущено восени 2022 року на платформі CMA.

## Перше покоління (NL-3; 2016)

### Geely Boyue/Atlas

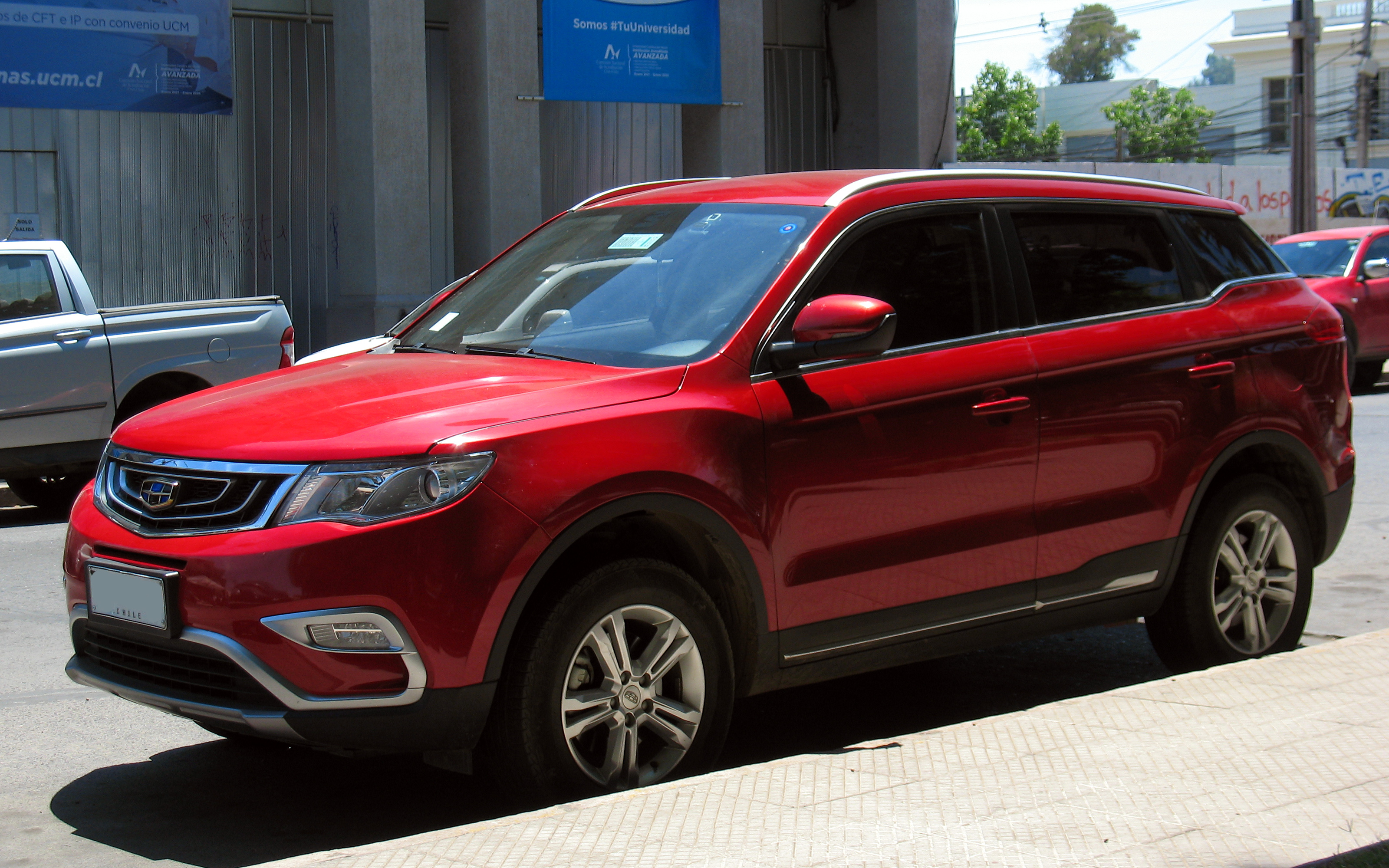
Geely Atlas

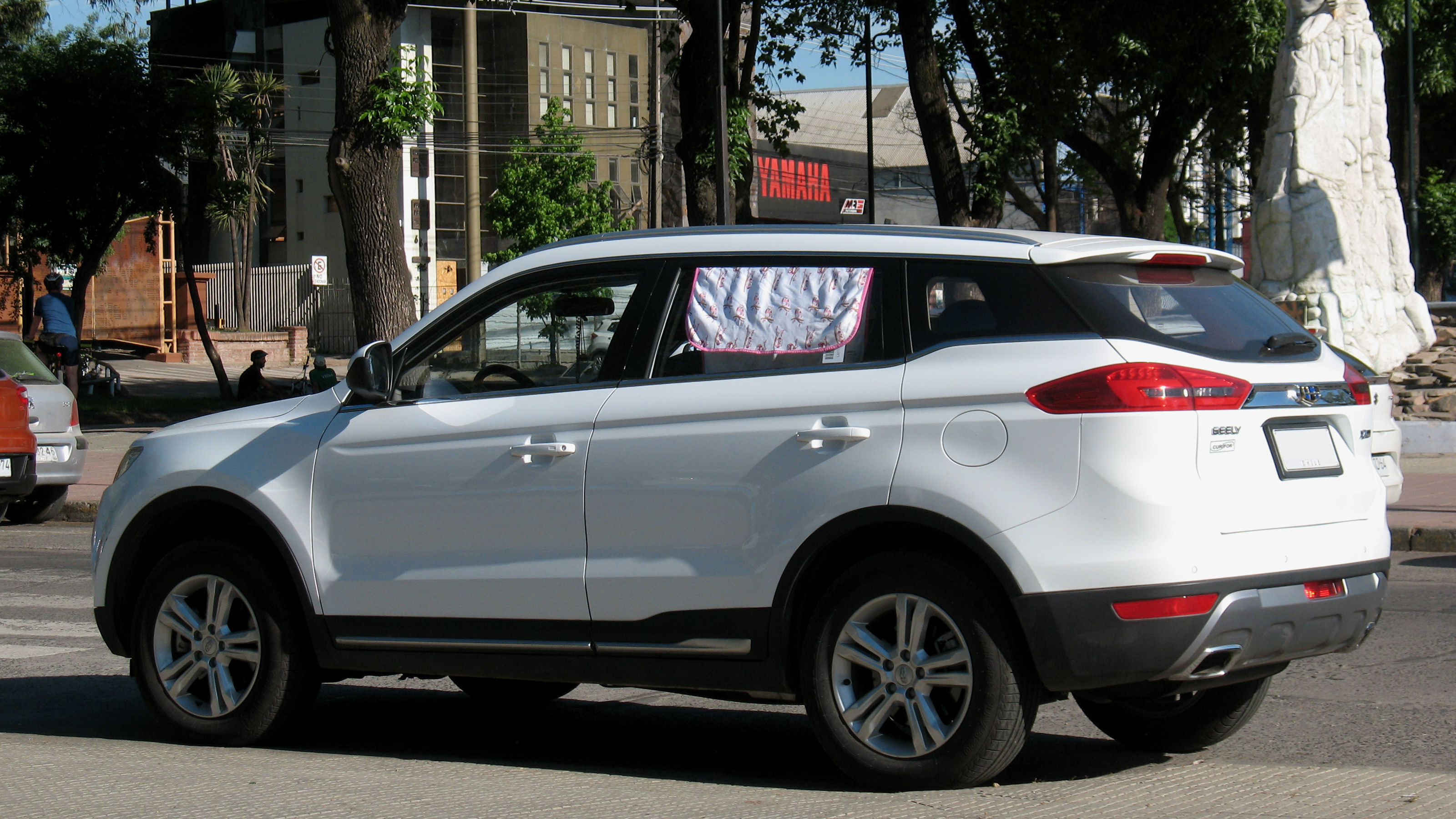
Geely Atlas

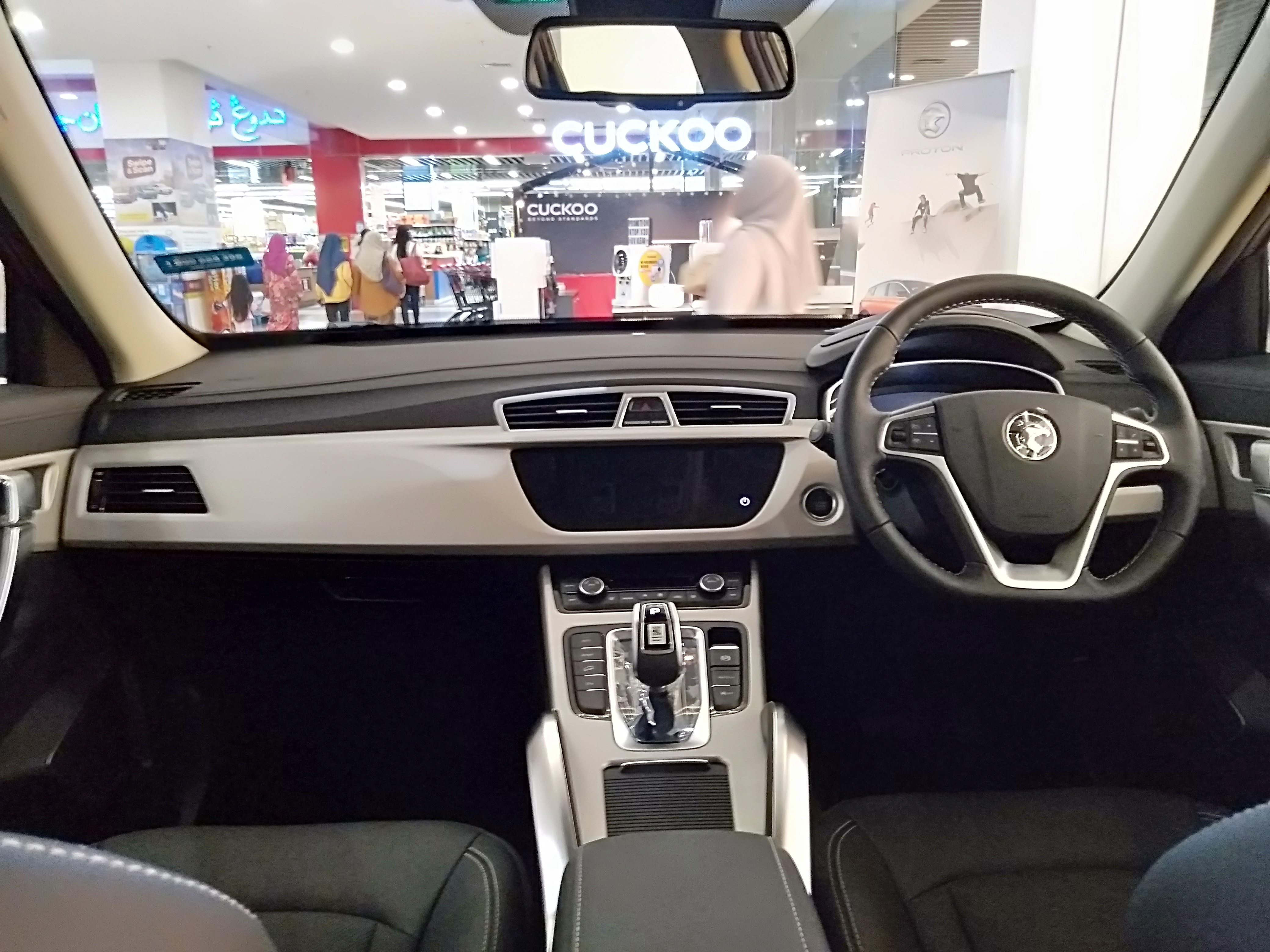

Під час розробки планувалося випустити Boyue як частину серії Emgrand, однак Boyue був запущений як незалежний продукт під брендом Geely 26 березня 2016 року. На південноамериканському ринку цей позашляховик пропонується під назвою Geely Emgrand X7 Sport, будучи інтегрованим у продуктовий підрозділ Geely Emgrand.
Boyue був розроблений командою під керівництвом Пітера Хорбері, зовнішній дизайн автомобіля поєднує традиційні китайські культурні елементи з сучасними мовами моди. З моменту свого запуску Boyue привернув велику увагу на китайському автомобільному ринку. Boyue був оновлений у 2018 році. Через 36 місяців загальна кількість виробництва склала 700 000.
Незважаючи на представлення Boyue Pro у 2019 році та Boyue X у 2021 році, який замінив Pro, спеціальне видання оригінального Boyue залишається доступним на ринку як Asian Games Edition у 2021 році. Станом на квітень 2022 року оригінальний Boyue отримав оновлене передка для 2022 модельного року з тією ж передньою панеллю, що й Boyue Pro, з оновленою вставкою з вертикальними прорізами та оновленим інтер'єром, а задня частина залишилася такою ж, як у попередньої версії. Boyue 2022 модельного року продавався разом з Boyue X з кінця квітня 2022 року.

#### Двигуни
- 1.5 L 3G15TDB G-Power turbo I3
- 1.8 L 4G18TDB G-Power turbo I4 163/184 к.с. 285 Нм
- 2.0 L 4G20 I4 139 к.с. 191 Нм
- 2.4 L JLD-4G24 I4 150 к.с. 225 Нм

### Geely Boyue Pro/Azkarra/Atlas Pro

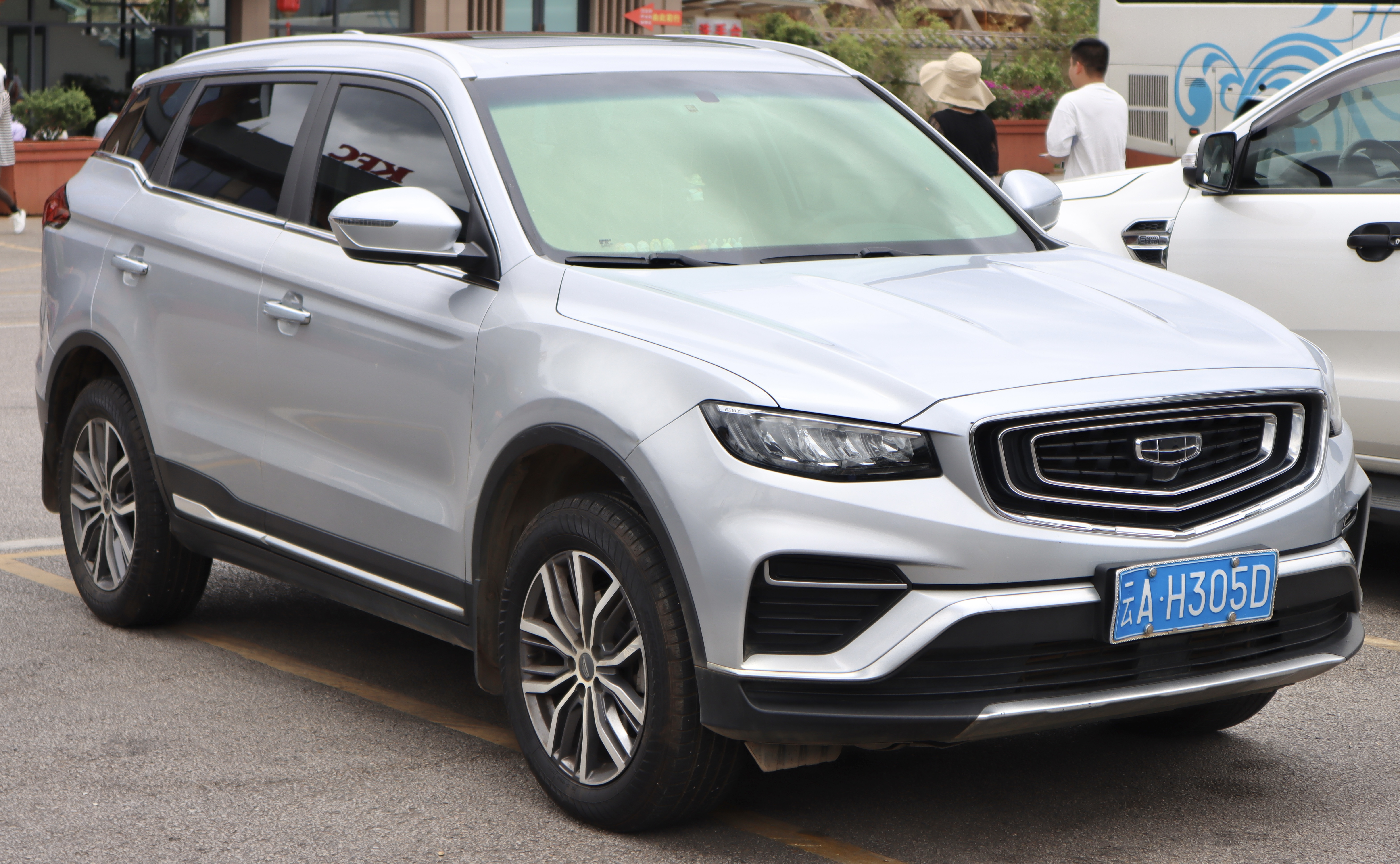
Geely Atlas Pro

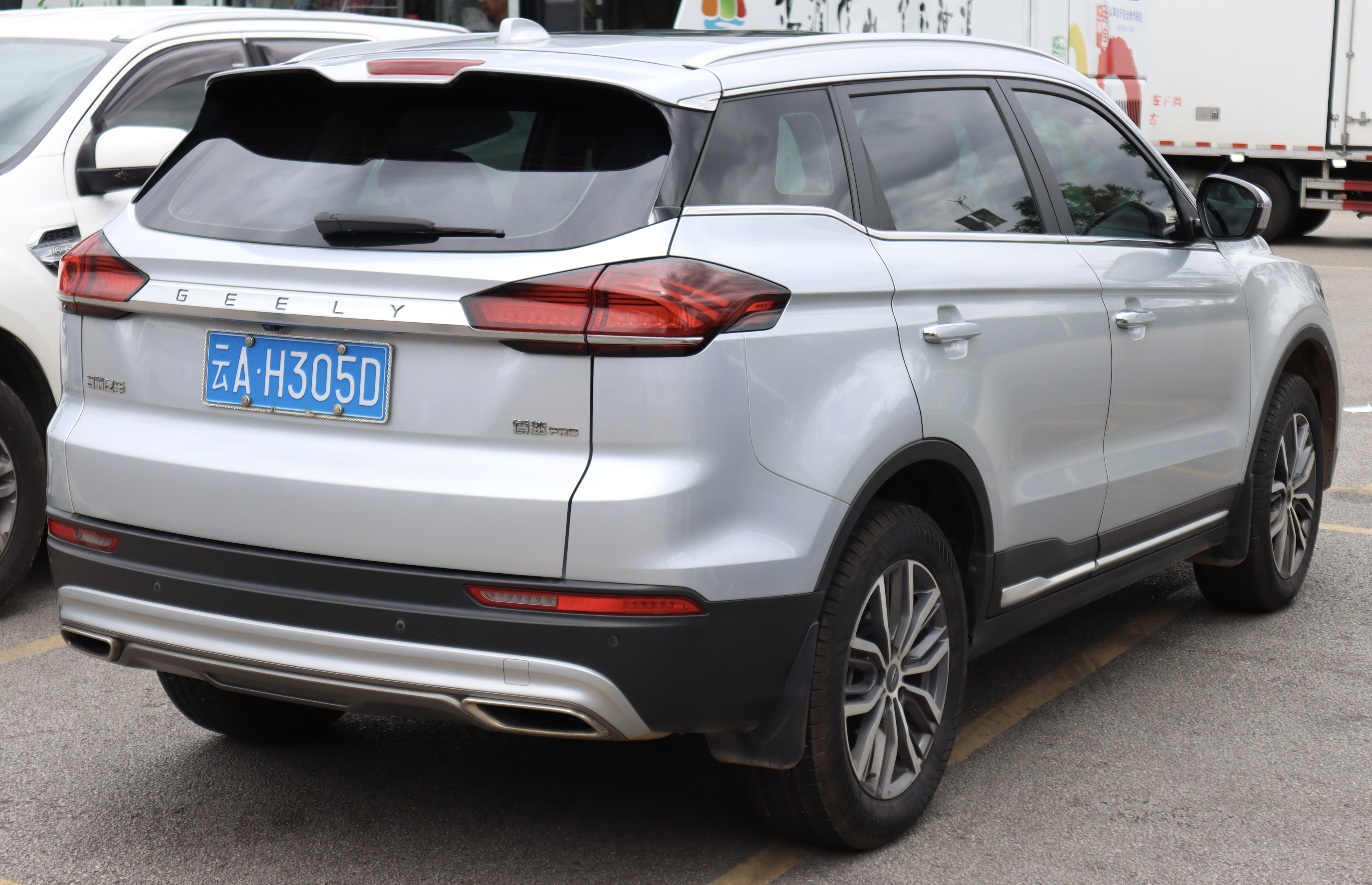
Geely Atlas Pro

Boyue Pro автомобіль вперше був представлений у липні 2019 року з відреставрованими передом та задом. У салоні автомобіля є сенсорний екран, повністю оновлений дизайн кабіни, двигун взятий від моделі Geely Binyue. В інших країнах автомобіль отримав назву Geely Azkarra.
З листопада 2022 року автомобіль продається в Україні як Geely Atlas Pro. Автомобіль пропонується з переднім (6-ст. АКПП 6DCT) і повним приводом (7-ст. АКПП 7-DCTH). Передня підвіска Atlas Pro McPherson, задня багатоважільна.

#### Двигуни
- 1.5 L 3G15TDB G-Power turbo I3 177 к.с. 255/300 Нм
- 1.8 L 4G18TDB G-Power turbo I4

### Geely Boyue X

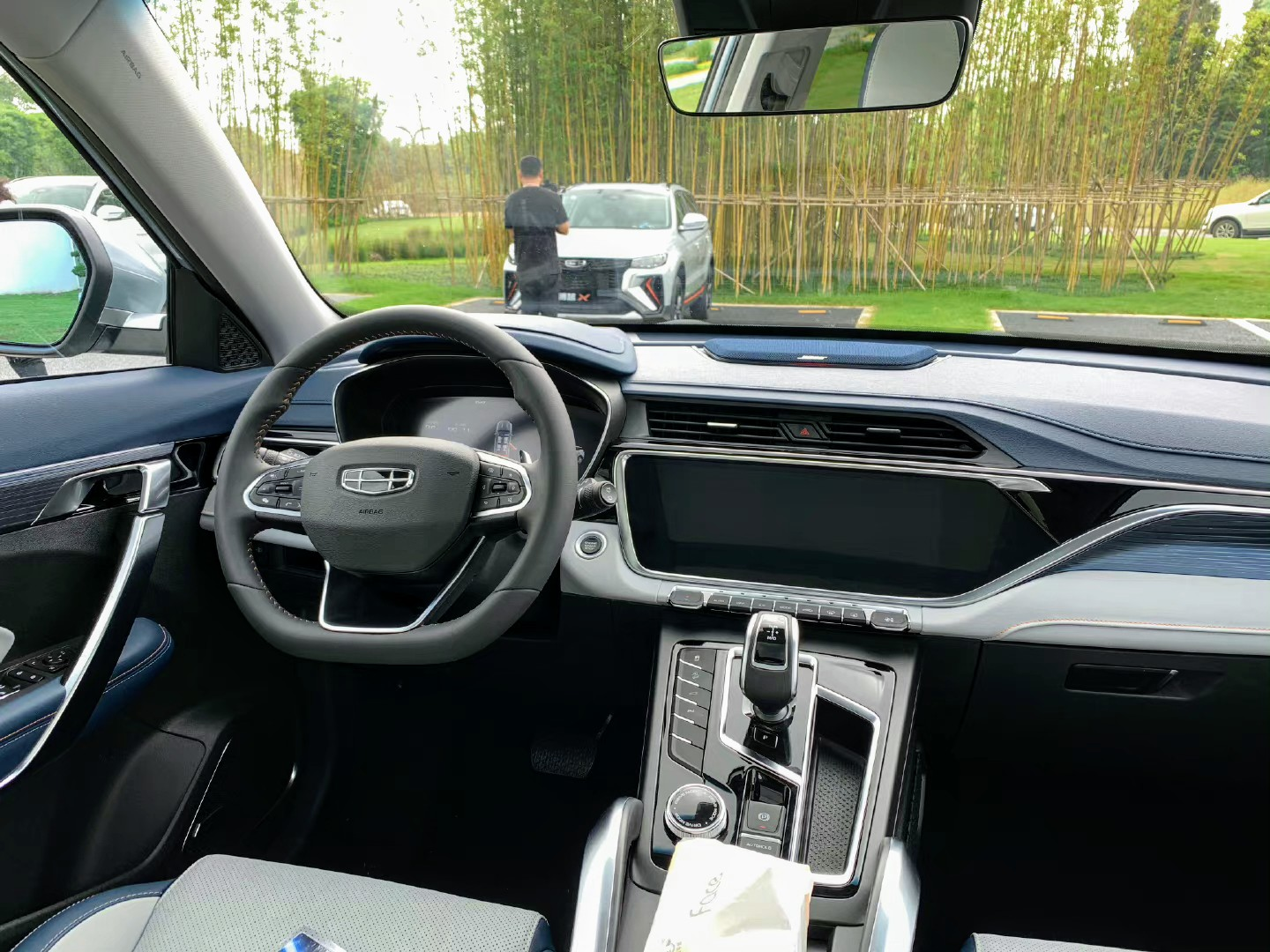
Geely Boyue X

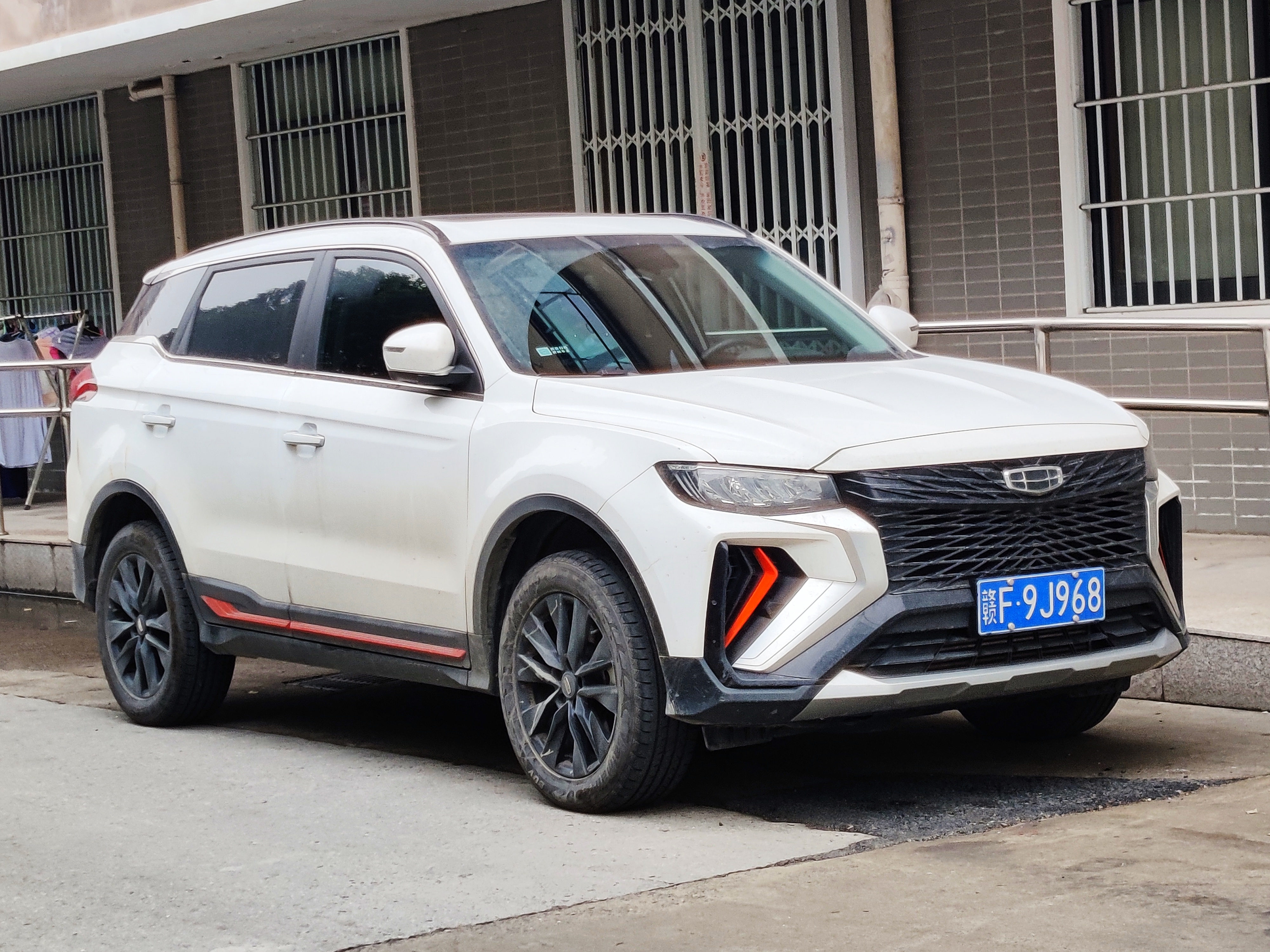
Geely Boyue X

Geely Boyue X вперше був представлений у серпні 2021 року. Зовні автомобіль виглядає як Geely Boyue Pro, але з дизайном у стилі Geely Vision Starburst. У жовтні 2021 року автомобіль Geely Boyue X було модернізовано.

### Geely Farizon FX
Geely Farizon FX - пікап китайського автоконцерну Geely Automobile на шасі Geely Boyue Pro.

### Proton X70
З 24 травня 2017 року автомобіль Geely Boyue виробляється в Малайзії під назвою Proton X70.

## Друге покоління (2022)
Boyue L (FX11; 2022)

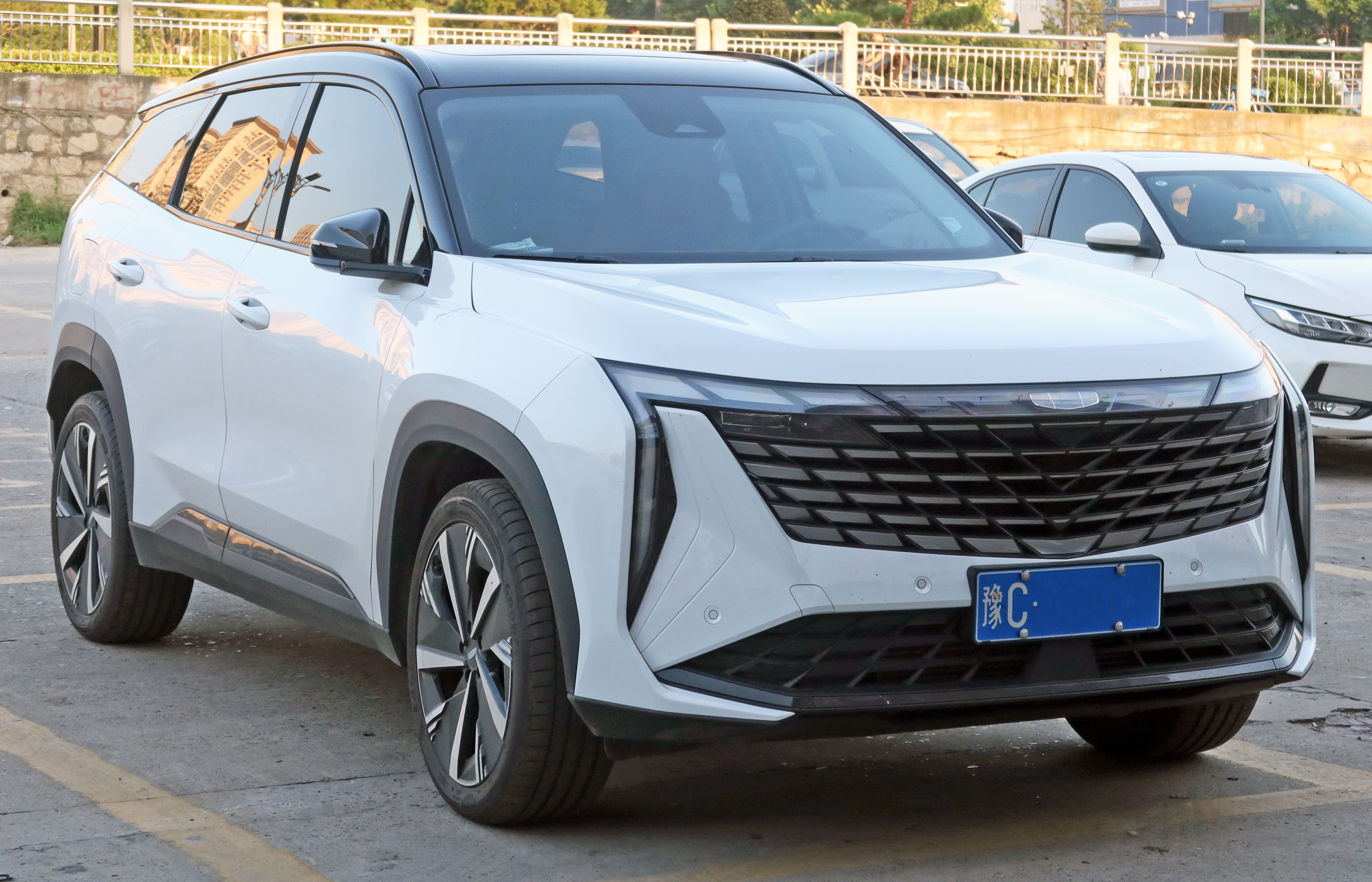
Geely Boyue L

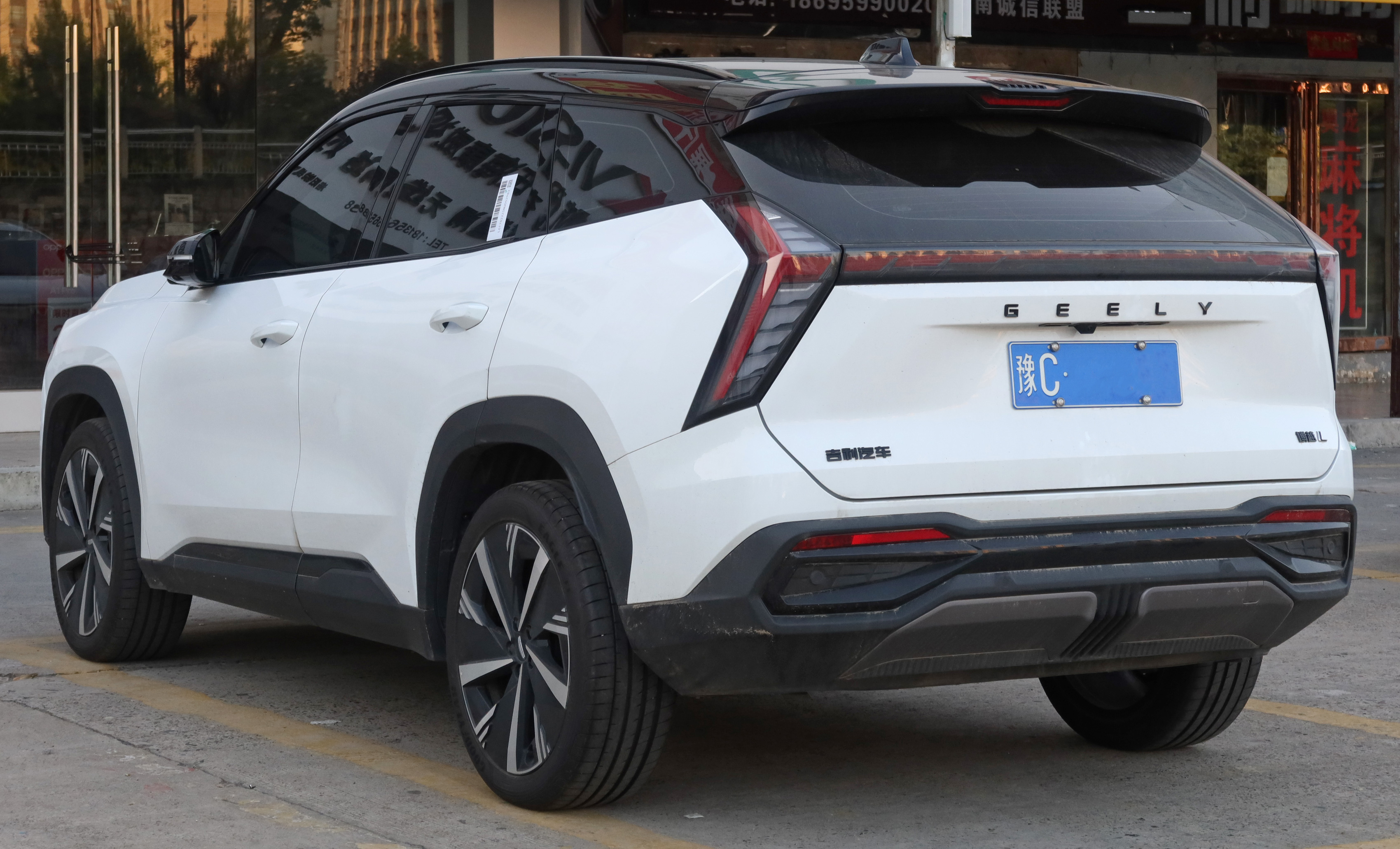
Geely Boyue L

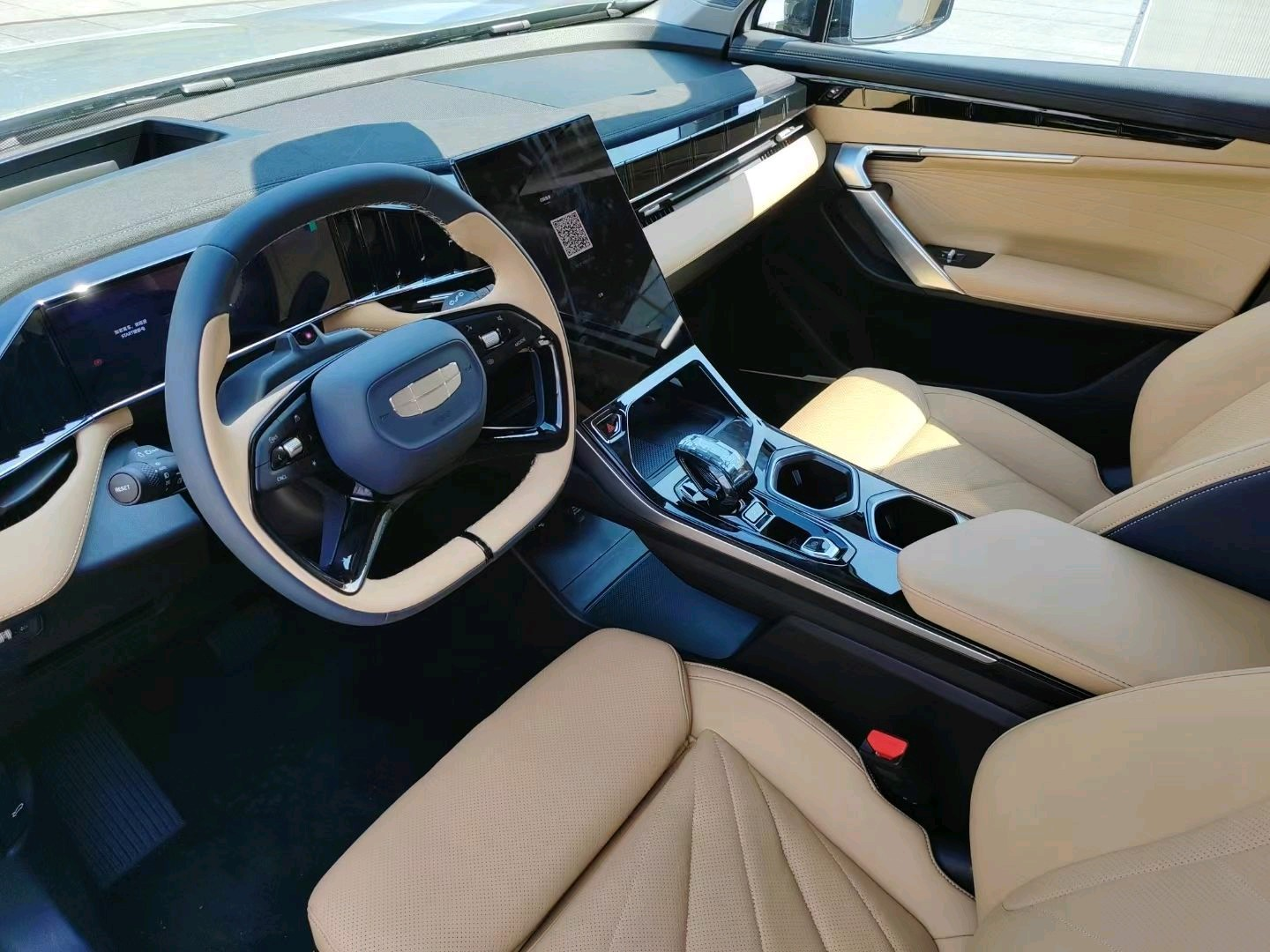

Друге покоління Boyue отримало кодову назву FX11 під час розробки та створене на платформі CMA, спільно з Volvo XC40, Xingyue та Xingyue L. Він був представлений у серпні 2022 року як Boyue L, займаючи місце між першим поколінням Boyue та Xingyue L.

### Двигуни
- 2.0 L JLH-4G20TDJ turbo I4 218 к.с.
- 1.5 L BHE15-EFZ turbo I4 181 к.с.
- 1.5 L DHE15-EFZ turbo I4+3DHT HEV (Hi-F)
- 1.5 L DHE15-EFZ turbo I4+3DHT PHEV (Hi-F)

Geely Galaxy L7 (FX12)

Geely Galaxy L7 - плагін-гібридний варіант Geely Boyue L, який продається через дилерську мережу Geely Galaxy.

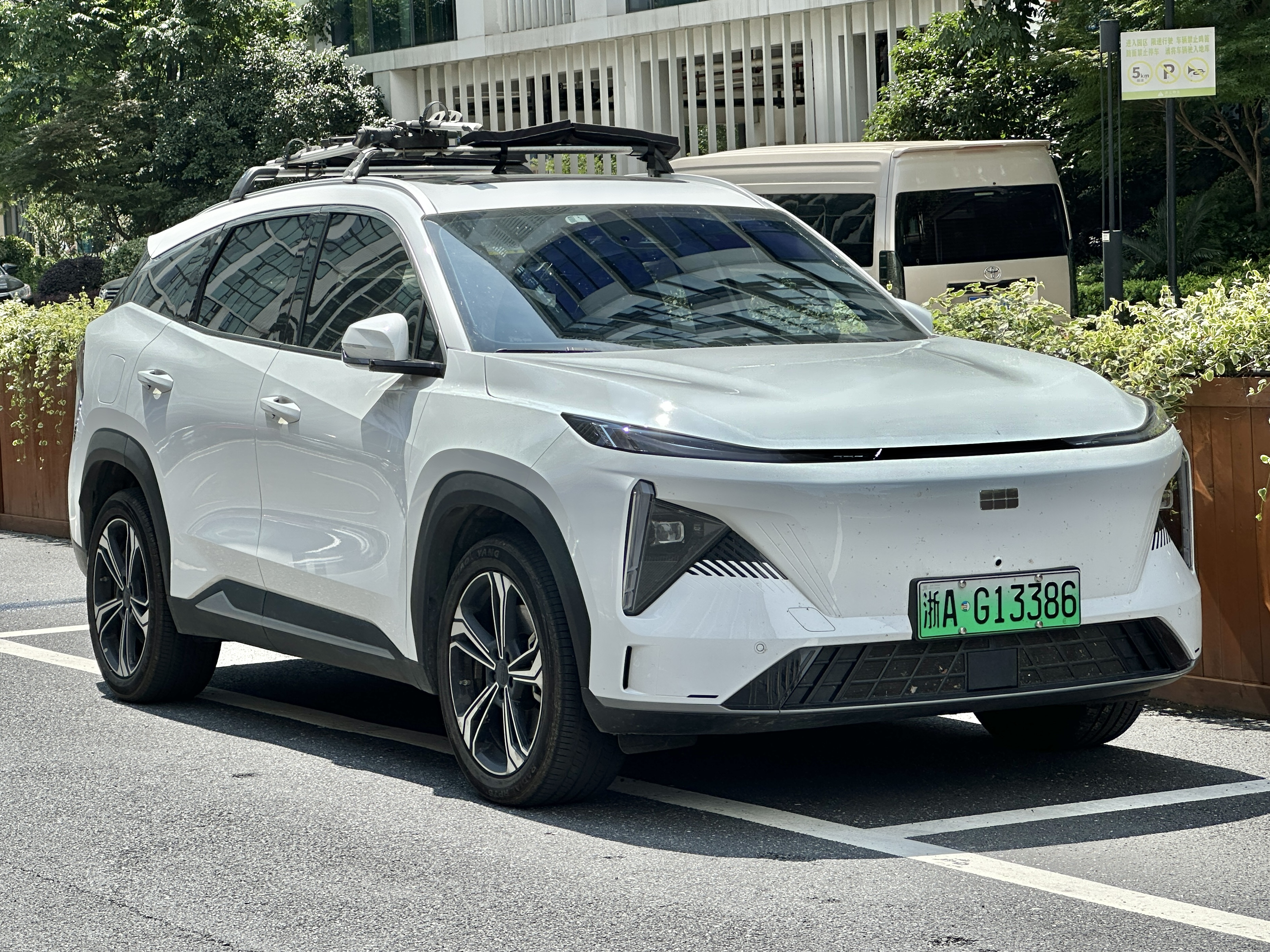
Geely Galaxy L7
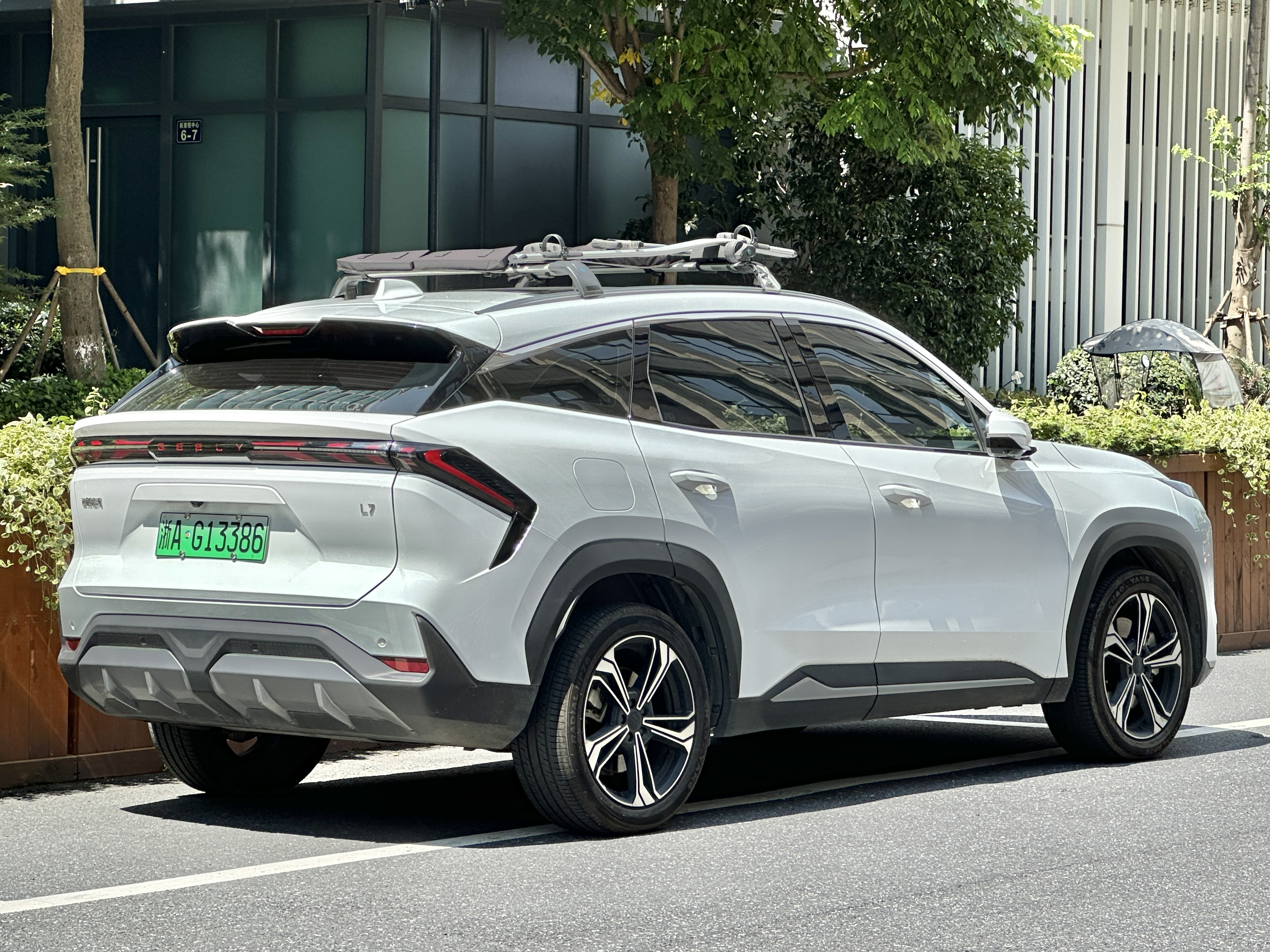

Boyue / Boyue Cool (G426; 2023)

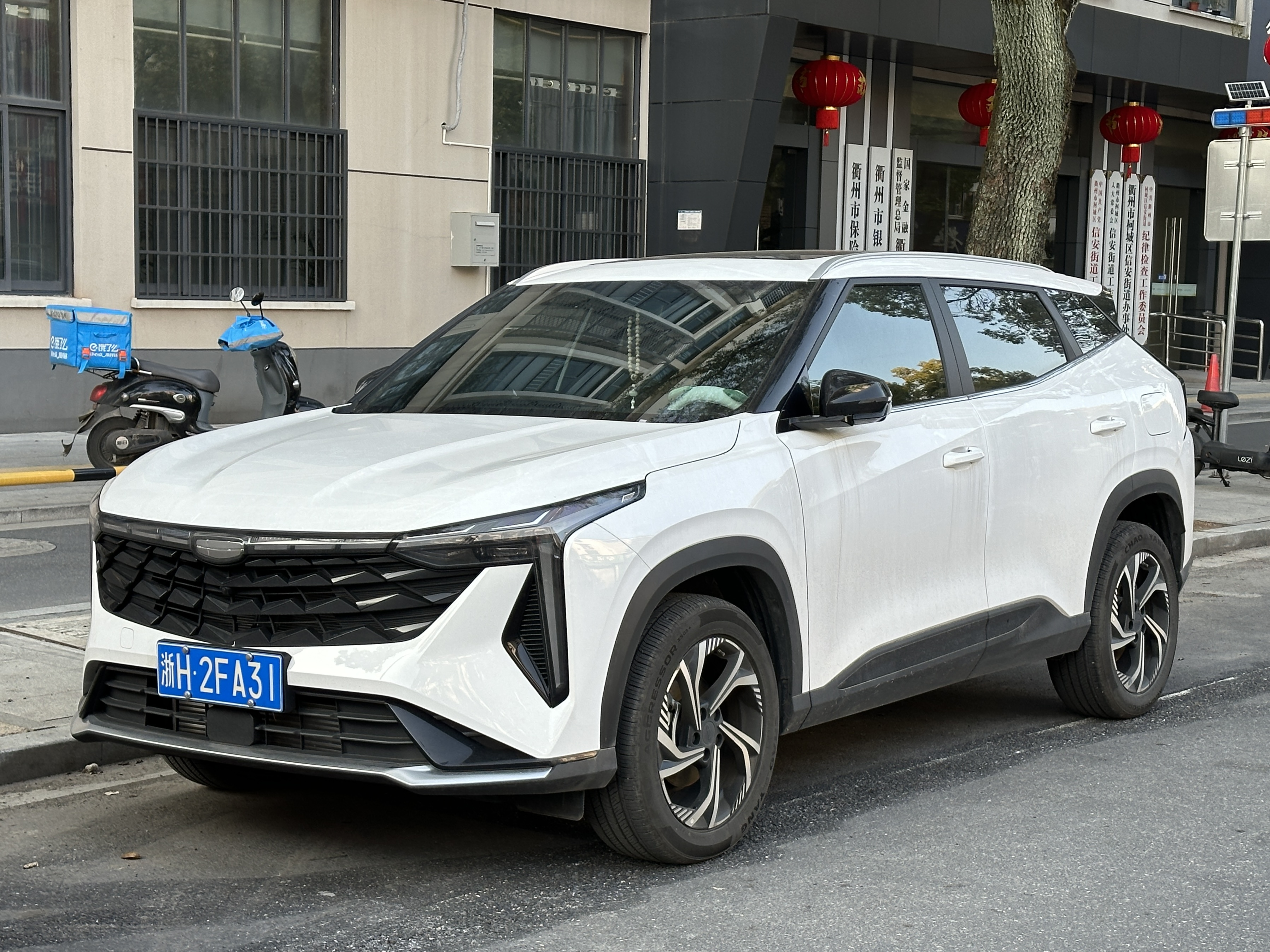
Geely Boyue II

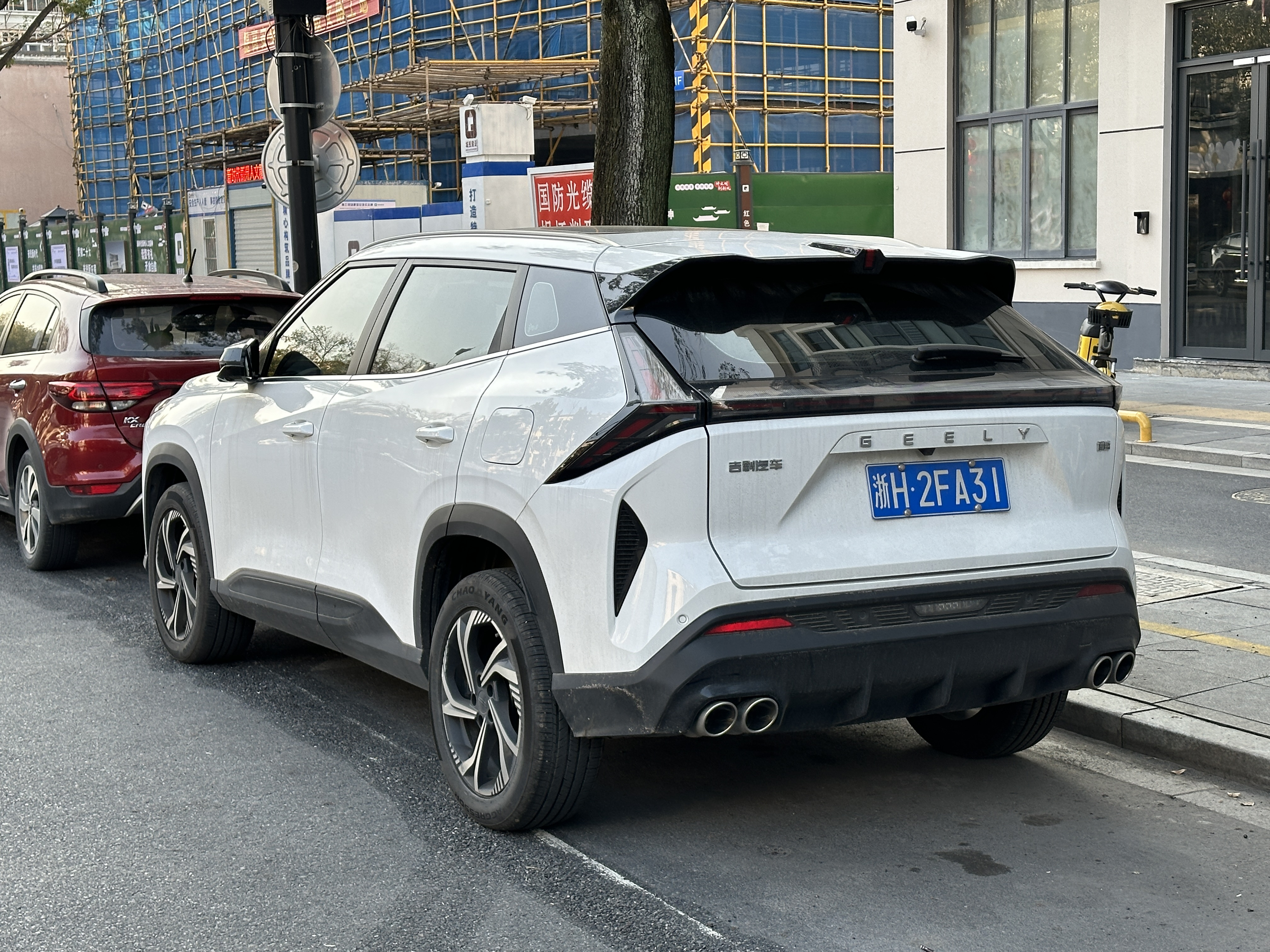

Друге покоління Boyue недовго продавалося як Boyue Cool з моменту його представлення в січні 2023 року до червня 2024 року, після чого було перейменовано назад на Boyue.  Спочатку розроблений як Geely Binyue L, Boyue другого покоління позиціонується нижче Boyue L і під час розробки мав кодову назву G426. Він експортується як Geely Cityray.
Boyue Cool / New Boyue оснащується 1,5-літровим турбо 4-циліндровим двигуном BHE15-EFZ, що використовується в Geely Binyue, потужністю 181 к.с. і 290 Н-м.
- 1.5 L BHE15-EFZ turbo I4 181 к.с. 290 Н-м

## Продажі
| рік  | Китай (Boyue) | Малайзія (X70) |
| ---- | ------------- | -------------- |
| 2016 | 109,209       |                |
| 2017 | 286,163       |                |
| 2018 | 255,695       |                |
| 2019 | 232,327       | 26,331         |
| 2020 | 240,811       | 21,944         |
| 2021 | 224,895       | 16,375         |